# プワ郡
プワ郡（プワぐん）とは、タイ王国北部・ナーン県にある郡（アムプー）である。

## 名前
プワは歴史書などではワラナコーン (วรนคร) とも呼ばれる。これは「偉大な街」という意味である。

## 歴史
プワ郡は現在のナーン県に存在したカーオ王国の首都であり、ムアン・プアと呼ばれていた。『ナーン年代記』によればプーカー王の息子、チャオ・クンフォーンが街を建立したとされる。当時の市街地は現在の市街地と同じ場所に存在すると考えられているが、ワット・プラタートベンサカット付近に存在したという説を唱える考古学者のソムチェート・ウィモンカセームのような人物もいる。
しかし13世紀後半ごろ、パヤオのガムムアンの攻撃を受けて王国自体が弱体化した。ムアン・プワの王のクラーンムアンは1359年に南進を開始し、現在のナーン県南部を掌握してスコータイ王朝との関係を強めた。1368年にはカーオ王国は首都をナーンに移し、ムアン・プワの都市としての重要性は低下した。

## 地理
ナーン川上流の支流であるプワ川が市内の水源である。東はドーイ・プーカーと呼ばれる山地であり、広大な森林地帯が広がる。この森林地帯にドーイ・プーカー国立公園があり、タイ国内で最大の面積を持つ国立公園となっている。
国道1080号線が南北に走っており、北はラオス・サイニャブーリー県グン郡に通じ、南はナーンに続いている。

## 経済
郡内の主要な産業は農業で、ほとんどが米や、家畜用のトウモロコシを生産している。

## 行政区分
郡には12のタムボンが存在し、その下位に104の村（ムーバーン）が存在する。郡にはテーサバーンタムボン・プワ（タムボン自治体）が置かれており、タムボン・プワ全体のほか、タムボン・チャイワッタナーとタムボン・ワラナコーンの一部で展開する。また、郡内には11のタムボン行政体（オンカーンボーリハーンスワンタムボン）が設置されている。
なお、以下のタムボンで欠番のものは郡から分離し、現在はボークルア郡となっているタムボンである。
1. タムボン・プワ・・・ตำบลปัว
2. タムボン・ゲーン・・・ตำบลแงง
3. タムボン・サターン・・・ตำบลสถาน
4. タムボン・シラーレーン・・・ตำบลศิลาแลง
5. タムボン・シラーペット・・・ตำบลศิลาเพชร
6. タムボン・ウワン・・・ตำบลอวน

1. タムボン・チャイワッタナー・・・ตำบลไชยวัฒนา
2. タムボン・チェーディーチャイ・・・ตำบลเจดีย์ชัย
3. タムボン・プーカー・・・ตำบลภูคา
4. タムボン・サカート・・・ตำบลสกาด
5. タムボン・パークラーン・・・ตำบลป่ากลาง
6. タムボン・ワラナコーン・・・ตำบลวรนคร